# Parc provincial de Saint-Malo
Vous lisez un « bon article » labellisé en 2013.
Le parc provincial de Saint-Malo (anglais : St. Malo Provincial Park) est un parc provincial du Manitoba, au Canada, situé à De Salaberry près de la communauté de Saint-Malo. Ce parc de 148 hectares a été créé en 1961 à la suite de la construction d'un barrage sur la rivière aux Rats deux ans plus tôt, dans le but de développer le potentiel récréatif de la région. Il est situé dans une région colonisée à la fin du XIXe siècle par des Canadiens français provenant du Québec et du Massachusetts. Malgré sa petite taille, il comprend des boisés de chênes à gros fruits et de peupliers faux-trembles, ainsi qu'une prairie de barbons de Gérard. Il est administré par la division des Parcs et réserves naturelles du ministère de la Conservation et de la Gestion des ressources hydriques.

## Géographie
Le parc se trouve à environ 50 kilomètres au sud de Winnipeg, près du village de Saint-Malo. Ses 148,35 hectares de superficie font partie du territoire de la municipalité rurale de De Salaberry. Il borde le lac Saint-Malo, lequel ne fait cependant pas partie du parc. Il est relativement proche de la zone de gestion de la faune de Saint-Malo, au sud du village.
Le parc est situé dans la formation d'Amaranth du bassin sédimentaire de l'Ouest canadien. Cette formation du Jurassique inférieur et moyen (199,6 - 161,2 Ma) est composée de couches massives d'anhydrite disposées en intervalles avec des couches de schistes et de dolomites. Le tout est recouvert d'un épais till composé d'argile, de sable, de gravier et de roches qui s'est déposé pêle-mêle à la fonte de l'inlandsis suivant le Wisconsinien. La région a ensuite été recouverte par le lac Agassiz qui a partiellement remanié le till et a laissé lors de son retrait des plages surélevées de sable et de gravier.

## Climat
Le climat est de type continental humide, caractérisé par des étés chauds et des hivers froids. La ville de Steinbach, la plus proche du parc, a une température moyenne de −17,4 °C en janvier et de 19,1 °C en juillet. Elle reçoit en moyenne 440 mm de pluie et 99 cm de neige par année.
| Mois                              | jan.  | fév.  | mars  | avril | mai  | juin | jui. | août | sep. | oct. | nov. | déc.  | année |
| --------------------------------- | ----- | ----- | ----- | ----- | ---- | ---- | ---- | ---- | ---- | ---- | ---- | ----- | ----- |
| Température minimale moyenne (°C) | −22,7 | −18,5 | −10,8 | −2,4  | 4,7  | 10,1 | 12,6 | 11,4 | 5,9  | −0,1 | −9,3 | −19   | −3,2  |
| Température moyenne (°C)          | −17,4 | −13   | −5,5  | 4,1   | 11,9 | 16,6 | 19,1 | 18,1 | 12,1 | 5,4  | −5   | −14,1 | 2,7   |
| Température maximale moyenne (°C) | −12   | −7,4  | −0,2  | 10,5  | 19,1 | 23,1 | 25,5 | 24,7 | 18,3 | 10,8 | −0,8 | −9,1  | 8,6   |
| Précipitations (mm)               | 21,8  | 14,4  | 19,4  | 28,7  | 58,9 | 95,2 | 80,3 | 68,5 | 59,7 | 44,6 | 26,9 | 21,1  | 539,4 |
| dont neige (cm)                   | 21,8  | 12,7  | 12,4  | 7,9   | 0,4  | 0    | 0    | 0    | 0,1  | 5,4  | 18,6 | 20    | 99,2  |

## Milieu naturel

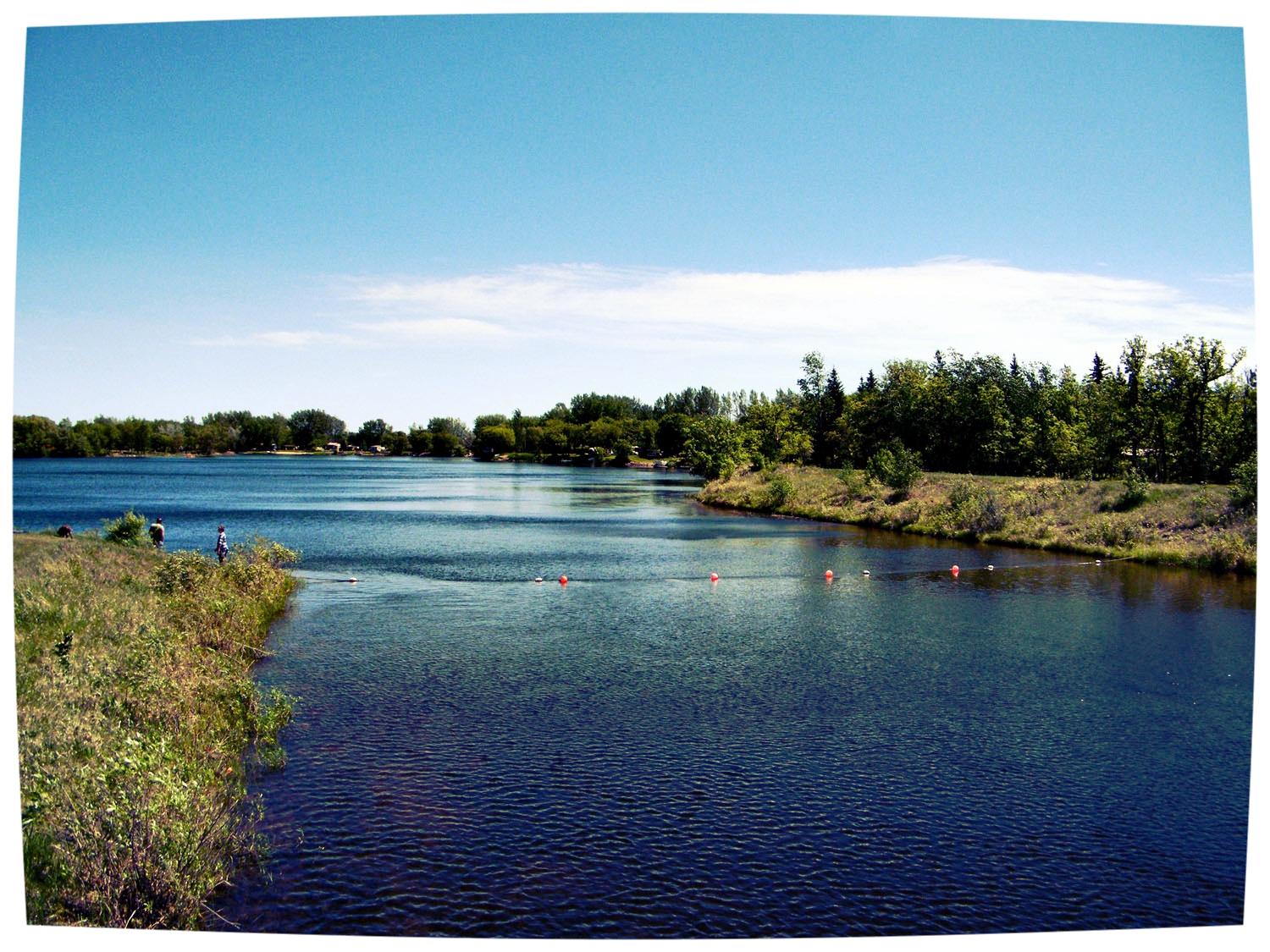
Le lac Saint-Malo

Selon la commission de coopération environnementale, le parc provincial de Saint-Malo est situé dans l'écorégion de niveau III de la plaine du lac Manitoba et du lac Aggaziz. Le cadre écologique canadien inclut le parc dans l'écorégion de la plaine du lac Manitoba, la région naturelle ayant le climat le plus chaud et humide des Prairies canadiennes et constituant une zone de transition entre la forêt boréale au nord et la tremblaie-parc au sud-ouest. Sa végétation est composée d'une mosaïque de chênes à gros fruits, de peupliers faux-tremble et de fétuques scabres. Aussi, selon le classement du Fonds mondial pour la nature, le parc est situé dans l'écorégion des prairies d'herbes hautes du Nord.

### Flore et faune
Le parc comprend une forêt de trembles et de chênes, de même qu'une prairie d'herbes hautes. Les principales essences d'arbres sont le peuplier faux-tremble (Populus tremuloides), le chêne à gros fruits (Quercus macrocarpa) et le peuplier baumier (Populus balsamifera). Les sous-bois sont composés de cornouiller (Cornus sp.), d'herbe à puce (Toxicodendron radicans), de viorne de Rafinesque (Viburnum rafinesquianum), de viorne trilobée (Viburnum opulus subsp. trilobum var. americanum), de noisetier d'Amérique (Corylus americana), d'aubépine (Crataegus sp.), de prunier d'Amérique (Prunus americana), de cerisier de Virginie (Prunus virginiana) et d'amélanchier à feuilles d'aulne (Amelanchier alnifolia),.
La prairie est dominée par le barbon de Gérard (Andropogon gerardii). Il y pousse des fleurs des prairies comme la renoncule âcre (Ranunculus acris), la violette pédatifide (Viola pedatifida) et la benoîte à trois fleurs (Geum triflorum). On retrouve aussi dans le parc une espèce considérée comme étant menacée au Manitoba, l'aster soyeux (Symphyotrichum sericeum). Le parc a effectué des brûlis contrôlés dans le but de préserver la partie restante de la prairie d'herbes hautes.
Parmi les oiseaux, il est possible d'y observer la buse à queue rousse (Buteo jamaicensis), la petite buse (Buteo platypterus), l'épervier de Cooper (Accipiter cooperii), le viréo aux yeux rouges (Vireo olivaceus) et la gélinotte huppée (Bonasa umbellus). Les forêts sont visitées par la paruline jaune (Dendroica petechia), le moqueur chat (Dumetella carolinensis), le tyran tritri (Tyrannus tyrannus), le pic flamboyant (Colaptes auratus). Le parc sert aussi d'habitat aux chauves-souris, au cerf de Virginie (Odocoileus virginianus), au tamia (Tamias), à l'écureuil roux (Tamiasciurus hudsonicus) et à la tortue serpentine (Chelydra serpentina).

## Histoire

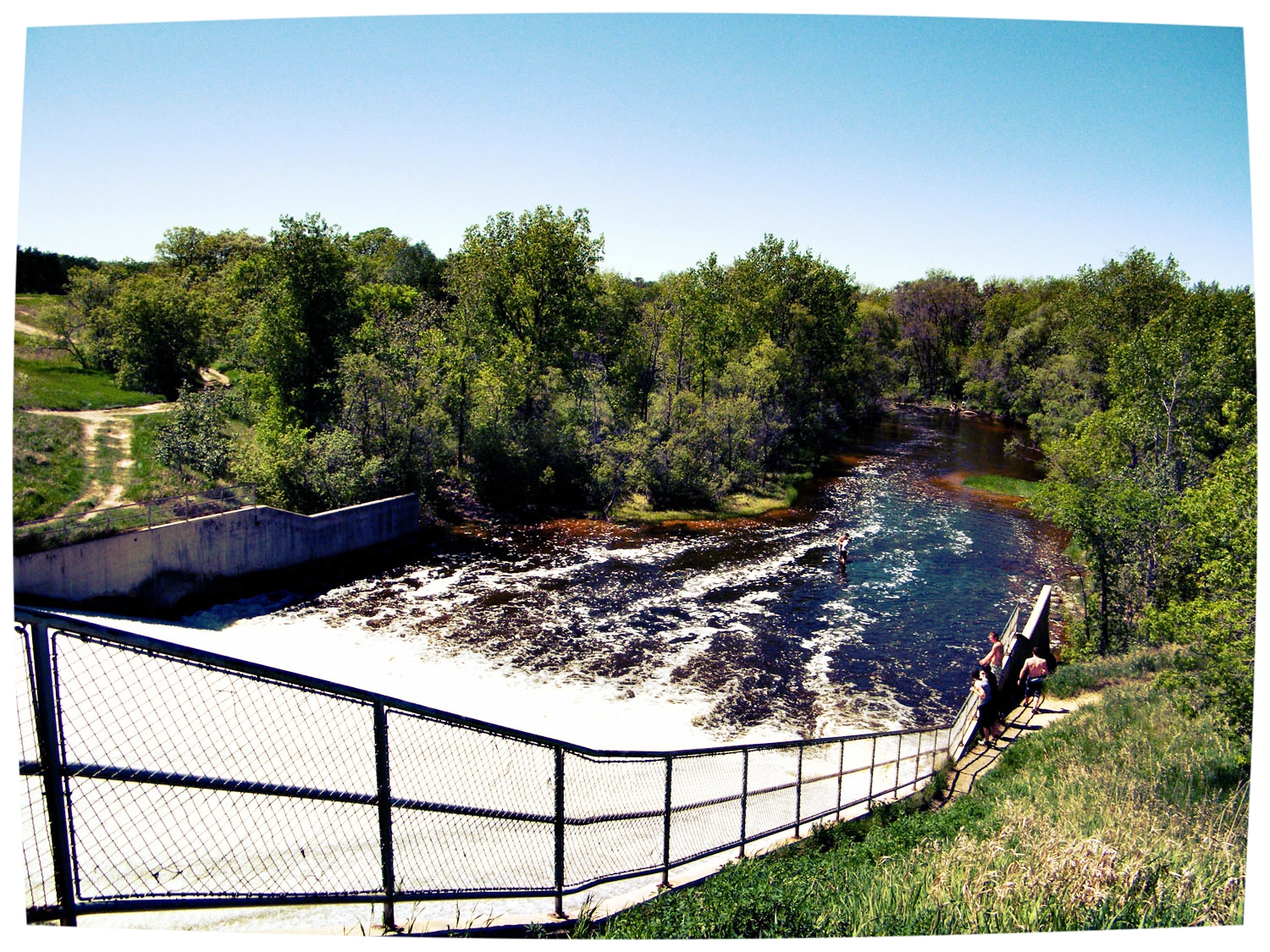
La rivière aux Rats au pied du barrage

L'un des premiers signes d'occupation européenne du territoire est le chemin Saint-Paul, qui reliait Saint-Boniface à Saint Paul au Minnesota et permettait d'approvisionner la colonie de la rivière Rouge à l'aide de chariots à bœufs.
La French Colonization Aid Society a été créée en 1875 dans le but d’encourager des Franco-Canadiens à s’établir dans les Prairies, et plus particulièrement à faire revenir ceux qui travaillaient dans les usines du Massachusetts. La région de la rivière aux Rats a été colonisée par des immigrants du Massachusetts et du Québec, où ils fondèrent, entre autres, les villages d'Otterburne et de Saint-Pierre-Jolys. Saint-Malo a, quant à lui, été fondé en 1878 par le Père Louis Malo. La construction du chemin de fer et celle de la route ont, avec le temps, fait prospérer la communauté.
En 1959, un barrage a été construit sur la rivière aux Rats par l'Administration du rétablissement agricole des Prairies dans le but de réguler le débit de la rivière et d’assurer l’approvisionnement en eau des collectivités. Ce barrage est un ouvrage en remblai de 450 mètres de long, d'une hauteur maximale de 13 mètres et d'une épaisseur de 6 mètres au sommet.
Le réservoir créé par le barrage, nommé lac Saint-Malo, a aussi permis de développer le potentiel récréatif de la région. Le parc du même nom a été créé en 1961. À partir de 2000, le parc a mis en œuvre un programme d'interprétation visant à mieux connaître l’histoire naturelle et culturelle du parc. Un sentier de randonnée pédestre auto-guidé, ajouté en 2004, présente la forêt-parc de trembles et de chênes ainsi que les vestiges de la prairie à herbes hautes.

## Administration et tourisme
Le parc provincial de Saint-Malo est administré par la division des Parcs et réserves naturelles du ministère de la Conservation et de la Gestion des ressources hydriques. Il est classifié comme « parc de loisirs », c'est-à-dire qu'il a pour mission de faciliter le développement d'activités de loisirs,. L'objectif du parc est « d’offrir des possibilités et des expériences de loisirs de plein air dans un milieu naturel dans le sud-est du Manitoba ». Les services du parc sont offerts en français et en anglais.
L’équipe du parc collabore aussi avec les Amis du Parc provincial de Saint-Malo, une société à fin charitable et à but non lucratif, qui organise chaque hiver dans le parc le « Festival des Amis de Saint-Malo », le relais local du Festival du Voyageur. Il s'agit d'un petit festival local visant la promotion de la gastronomie et des artistes francophones ou bilingues de la région. Il a aussi pour but d'encourager la pratique d'activités hivernales dans le parc, comme le ski de fond, la traîne sauvage, le patinage et la raquette.
Le parc possède un terrain de camping de 450 emplacements qui, avec près de 200 000 visiteurs, est le second camping le plus fréquenté  parmi les parcs provinciaux du Manitoba. Le parc comprend aussi deux plages non surveillées, des terrains de volleyball de plage, des abris pour pique-nique, des sentiers, une cantine, un minigolf, des terrains de jeu, un quai et une rampe de mise à l’eau. Les principales activités du parc comprennent la baignade, la pêche sportive, le canot, le kayak, la planche à voile, la randonnée pédestre et le cyclisme. Le parc compte au total 6,2 km de sentiers de randonnée pédestre, tous de niveau novice,. Il est traversé par le chemin Saint-Paul, l'une des composantes du sentier Transcanadien.
Il offre un programme d'interprétation du patrimoine culturel et naturel dans lequel sont inclus des causeries autour de feux de camp, des randonnées guidées et des programmes dans l’amphithéâtre. Un sentier autoguidé de 1,6 kilomètre permet aussi au visiteurs d’explorer la forêt de trembles et de chênes ainsi que les vestiges de la prairie d’herbes hautes. Il doit aussi offrir une aire d’utilisation diurne capable d'accueillir de grands groupes de visiteurs.
La Loi sur la marine marchande du Canada interdisant la navigation en bateau à moteur sur le lac Saint-Malo, le canot, le kayak et la planche à voile y sont pratiqués.